# Nasze jest królestwo…
Nasze jest królestwo… – pierwszy album sosnowieckiego zespołu metalcorowego Frontside. Na płycie znajdują się wersje polsko- i anglojęzyczne wszystkich utworów, z wyjątkiem utworu „1902”, który jest tylko w języku polskim. Album zawiera ok. 42 minuty muzyki.

## Lista utworów
1. „Intro=Chaos”
2. „Modlitwa”
3. „Długa Droga Z Piekła”
4. „Synowie Ognia”
5. „1902”
6. „Krew Za Krew”
7. „Kulminacja”
8. „Judasz”
9. „Więzy”
10. „Zagubione Dusze”
11. „Linia Życia”

## Twórcy
- Sebastian „Astek” Flasza – wokal
- Mariusz „Demon” Dzwonek – gitara
- Szymon „Simon” Dzieciaszek – gitara
- Wojciech „Novak” Nowak – gitara basowa
- Paweł „Destroy” Śmieciuch – perkusja